# Posadilla de la Vega
Posadilla de la Vega es una localidad española del municipio de San Cristóbal de la Polantera, en la provincia de León, comunidad autónoma de Castilla y León.

## Evolución demográfica
| 2000 | 2001 | 2002 | 2003 | 2004 | 2005 | 2006 | 2007 | 2008 | 2009 | 2010 | 2011 | 2012 |
| 192  | 187  | 182  | 183  | 178  | 177  | 168  | 175  | 170  | 168  | 165  | 162  | 158  |

## Festividades y eventos
- Su fiesta patronal es la de San Pedro, celebrada el 28, 29 y 30 de junio y Nuestra Señora del Rosario, celebrada el 7 de octubre.
- Fiesta de la Convivencia en el mes de agosto organizada por la Asociación la Cavaina.

- Datos: Q6083329